# Confronto
Il confronto è un mezzo di prova, utilizzabile sia nel processo civile che in quello penale, che il giudice può disporre qualora emergano divergenze fra le deposizioni di due o più testimoni.

## Il confrontoall'americana
Viene comunemente indicata come confronto all'americana la procedura di riconoscimento di un criminale eseguita sottoponendo una fila di sospettati all'esame visivo di testimoni oculari o delle vittime di un crimine, ponendo questi ultimi al sicuro in un ambiente contiguo, protetti alla vista grazie a un sistema di falsi specchi o di vetri oscurati. 
Questa procedura, utilizzata spesso nei distretti di polizia statunitensi fino a qualche anno fa (successivamente venne adottata la tecnica di far "sfilare" i sospettati uno per volta o di mostrare ai testimoni le immagini di un archivio fotografico digitalizzato), in lingua inglese va sotto il nome di police lineup. Il termine usato in Italia prende origine dalla tradizione di inserire la scena che descriveva questa procedura in molti film e telefilm polizieschi girati negli Stati Uniti. 
Attualmente il sistema del confronto è stato dichiarato obsoleto. Nell'Illinois una lunga ricerca ufficiale aveva rivelato l'alta frequenza di errore da parte della vittima o del testimone oculare: dei 75.000 sospetti scelti ogni anno con questo sistema, circa un terzo (25.000), risultavano sbagliati e almeno 200 condannati in via definitiva sono stati poi scagionati dalla ben più decisiva prova del DNA.
In alcune contee le comparse chiamate a sfilare insieme al sospettato, chiamate in gergo fillers (riempitivi), erano detenuti che la polizia ricompensava con denaro o con piccoli sconti di pena. In altre erano cittadini presi per la loro somiglianza con il sospetto, o agenti di polizia, o volontari iscritti ad apposite liste comunali e chiamati di volta in volta in base alle loro caratteristiche fisiche.
Studi condotti in vari stati dell'Unione hanno poi dimostrato che la possibilità di falsa identificazione era ancora più alta quando i sospettati venivano mostrati uno per volta, fino al 60% dei casi. Alcuni psicologi dell'Università dello Iowa hanno poi notato come spesso le "comparse" e il "sospetto" tendano a inviare involontariamente segnali a chi deve effettuare il riconoscimento, e che questi segnali vengano inconsciamente colti dal testimone dall'altra parte del vetro; a volte, inoltre, sono gli investigatori stessi a influenzare la decisione di quest'ultimo, chiedendogli ad esempio se è proprio sicuro o se preferisce riflettere ancora.